# Triphosa umbrifacta
Triphosa umbrifacta là một loài bướm đêm trong họ Geometridae.